# حورية مشهور أحمد
حورية مشهور أحمد من مواليد محافظة عدن 1954م، وزيرة حقوق الإنسان السابقة في حكومة باسندوة في الفترة 7 ديسمبر 2011 حتى نوفمبر 2014 

## المؤهلات التعليمية
1. الالتحاق بكلية الاقتصاد والعلوم السياسية- جامعة القاهرة 1974-1976م.
2. الالتحاق بجامعة كارل ماركس / لايبرج- ألمانيا الديمقراطية لدراسة القانون الاقتصادي 1977-1979م.
3. استكمال الدراسة في جامعة عدن في كلية الاقتصاد والإدارة, والحصول على بكالوريوس اقتصاد وإدارة 1979-1981.

## المناصب التي تقلدتها
- مدير عام إدارة المنظمات والعلاقات الخارجية في اللجنة الوطنية للتربية والثقافة والعلوم UNESCO للفترة (1997-1999).
- منسقة لمشروع تمكين المرأة منذ 2000-2002 بدعم من منظمة الـ UNFPA.

## الوظائف الحالية
- نائبة رئيسة اللجنة الوطنية للمرأة.
- عضو المجلس الوطني لقوى الثورة.
- رئيسة تحرير صحيفة اليمانية.
- وزيرة حقوق الإنسان

المشاركة في إعداد عدد من الاستراتيجيات الوطنية (إستراتيجية التعليم الأساسي - إستراتيجية القضاء على الايدز - إستراتيجية التخفيف من الفقر - الإستراتيجية الوطنية للنوع الاجتماعي).